# タイガー・クイーン
タイガー・クイーン（生年月日不明 - ）は、日本の覆面レスラー。

## 経歴
佐山聡とジャガー横田が、女性版タイガーマスクとして指導。2021年7月、後楽園ホールで行われた「ストロングスタイルプロレスvol.11～初代タイガーマスク40周年記念第2弾～」にて山下りな戦でデビュー。得意技は、高角度タイガースープレックスホールド。
他にもタイガーステップ、タイガースピン、サルトモルタル（ムーンサルト）、風車式バックブリーカー、ローリングソバットもこなす。
他にも高角度ジャーマンスープレックス、ムーンサルトプレス、側転からのボディアタック、場外へのムーンサルトアタック、全てにおいて華麗な動きで魅了する。
2025年3月13日、ストロングスタイルプロレス後楽園ホールにおいてジャガー横田＆AZM組と対戦（パートナーは野崎渚）。試合終了後、花道にて去りながらマスクを脱いだ（取った瞬間は観客席からは後頭部のみが見えた状態）。バックヤードのインタビューにて、正体がVENYであること、この日をもってタイガー・クィーンとしての活動終了を発表した

## 入場曲
- ボーン・トゥ・ラヴ・ユー（クイーン）